# Urca (Rio de Janeiro)
Urca és un barri residencial de la Zona Sud de la ciutat de Rio de Janeiro, Brasil, de classe mitjana alta i alta, amb gairebé set mil habitants (cens de 2000) distribuïts en petits predis i cases. És famós pel morro (turó) Pão de Açúcar i el seu bondinho, el telefèric que porta fins al cim.

## Toponímia
El nom d'Urca té origen en un turó rocós que recorda per la seva forma a un antic tipus d'embarcació holandesa utilitzada per a transport de càrrega.

## Límits

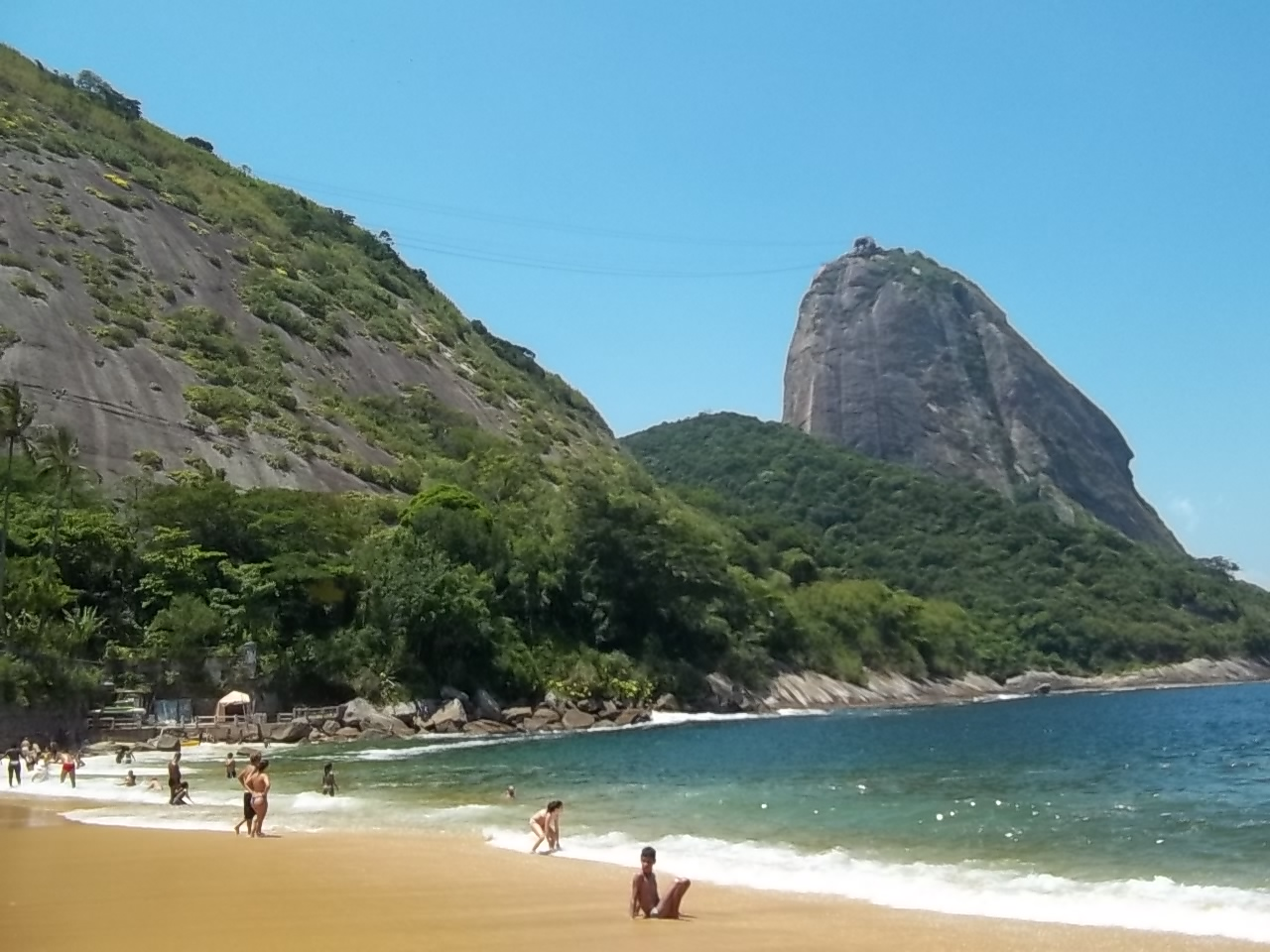
La platja Vermelha amb visió dels morros Urca i Pão de Açucar.

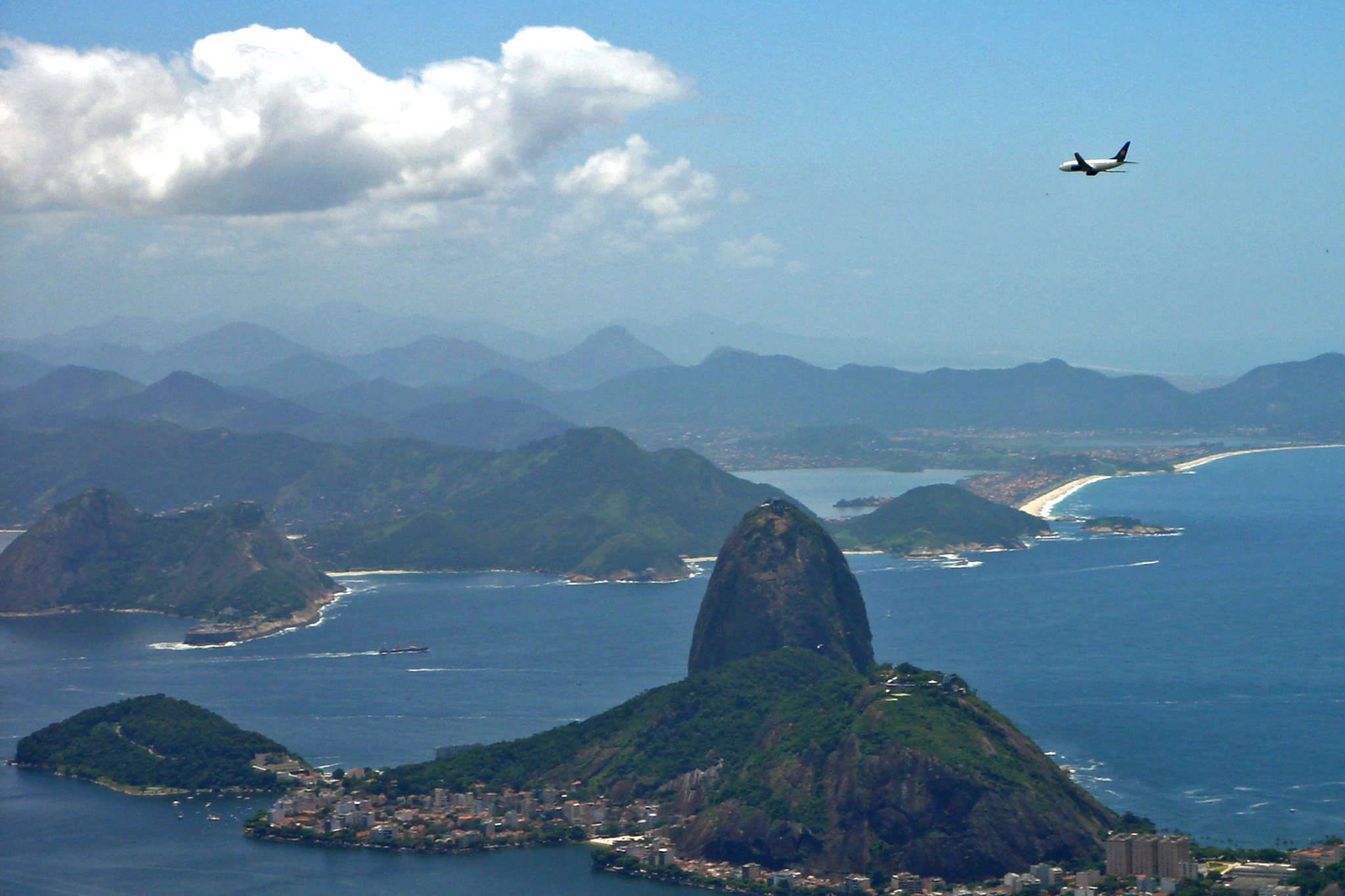
Un avió sobrevola el Pão de Açúcar.

Urca limita amb Botafogo, Leme i Copacabana. És el lloc on l'oceà Atlàntic es troba amb la Badia de Guanabara.
Pertany a la Regió Administrativa IV - Botafogo, que també inclou als barris Flamengo, Glória, Laranjeiras, Catete, Cosme Velho, Botafogo i Humaitá.

## Història

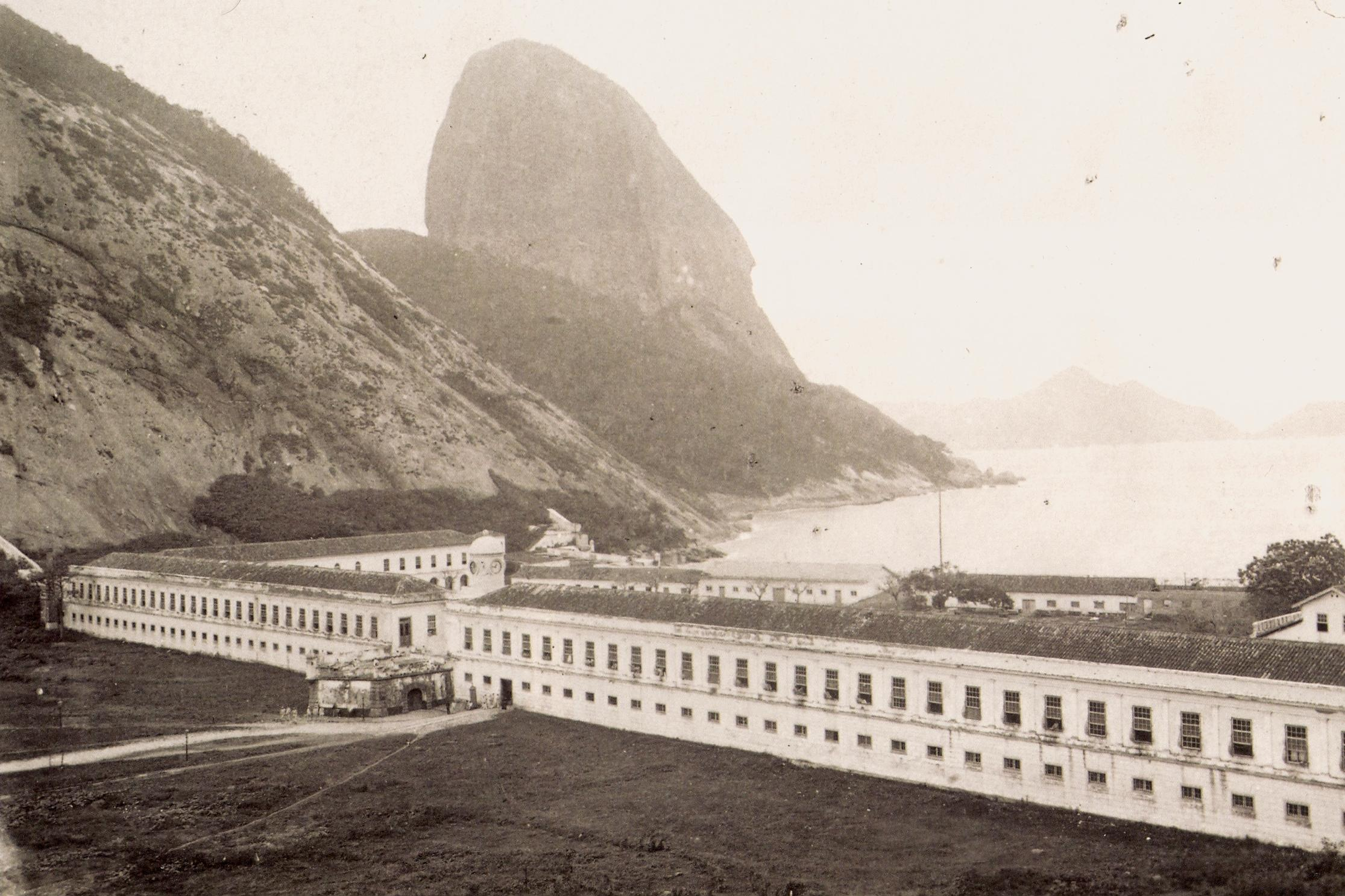
L'Escola Militar cap a 1888.

Estácio de Sá, nebot del governador general Mem de Sá, va fundar el 1er de març de 1565 la ciutat de São Sebastião do Rio de Janeiro, en homenatge a Sebastião I, setzè monarca de Portugal) en una platja localitzada entre els turons Pão de Açúcar i Cara de Cão, en el que avui és el barri d'Urca. Aquesta fortificació de cases de fusta i fang cobertes de palla va constituir el nucli inicial de la ciutat, establint les bases per a la seva colonització.
Després que el 1567 Estácio de Sá va combatre i va expulsar els francesos (instal·lats des de 1555 a la zona), la ciutat va ser traslladada al Morro do Castelo, situat a l'actual barri Centro.
Cap a finals del segle xix, el portuguès Domingos Fernandes Pinto va signar un contracte amb la intendència municipal per enclavar un moll a la zona, més tard embargat per l'exèrcit, que ja tenia una important presència a la zona a causa de la seva posició estratègica, com a defensa de la Badia de Guanabara.

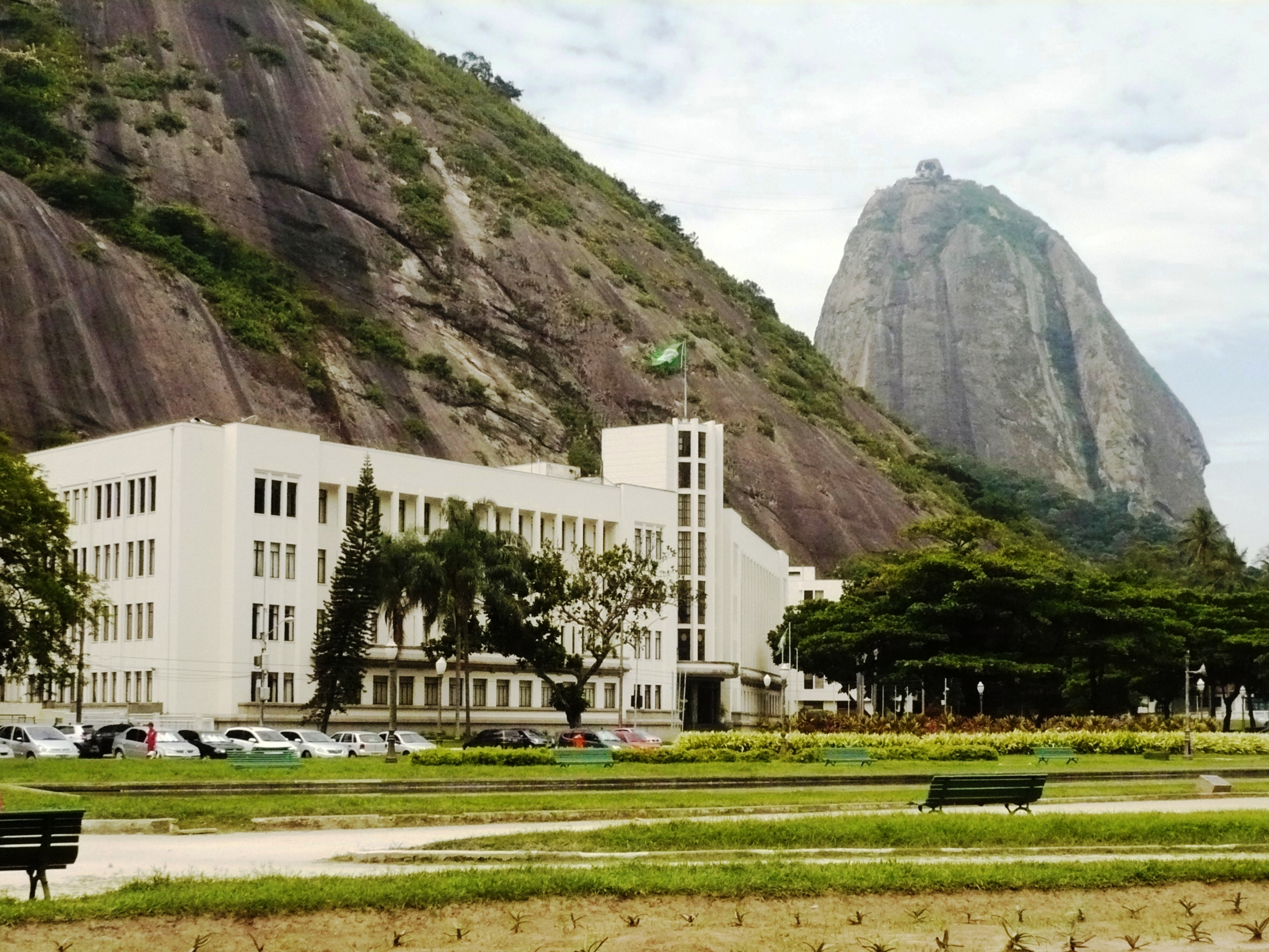
Escola de Comando i Estat Maior do Exército

El 1910 es va iniciar la construcció del bondinho del Pão de Açúcar, primer telefèric de Brasil i el tercer a tot el món. La Cabina Carril (com era conegut llavors) va fer el seu trajecte inaugural (només fins al turó d'Urca) el 27 d'octubre de 1912, i el segon tram va començar a funcionar el 18 de gener de 1913.
El 1921 es va acabar el Quadrado da Urca: es va inaugurar l'avinguda Portugal i es va anivellar el terreny amb terra fins a la porta del fort. Un any més tard es va aprovar el traçat de carrer i urbanització de la zona, donant oficialment naixement al barri d'Urca.

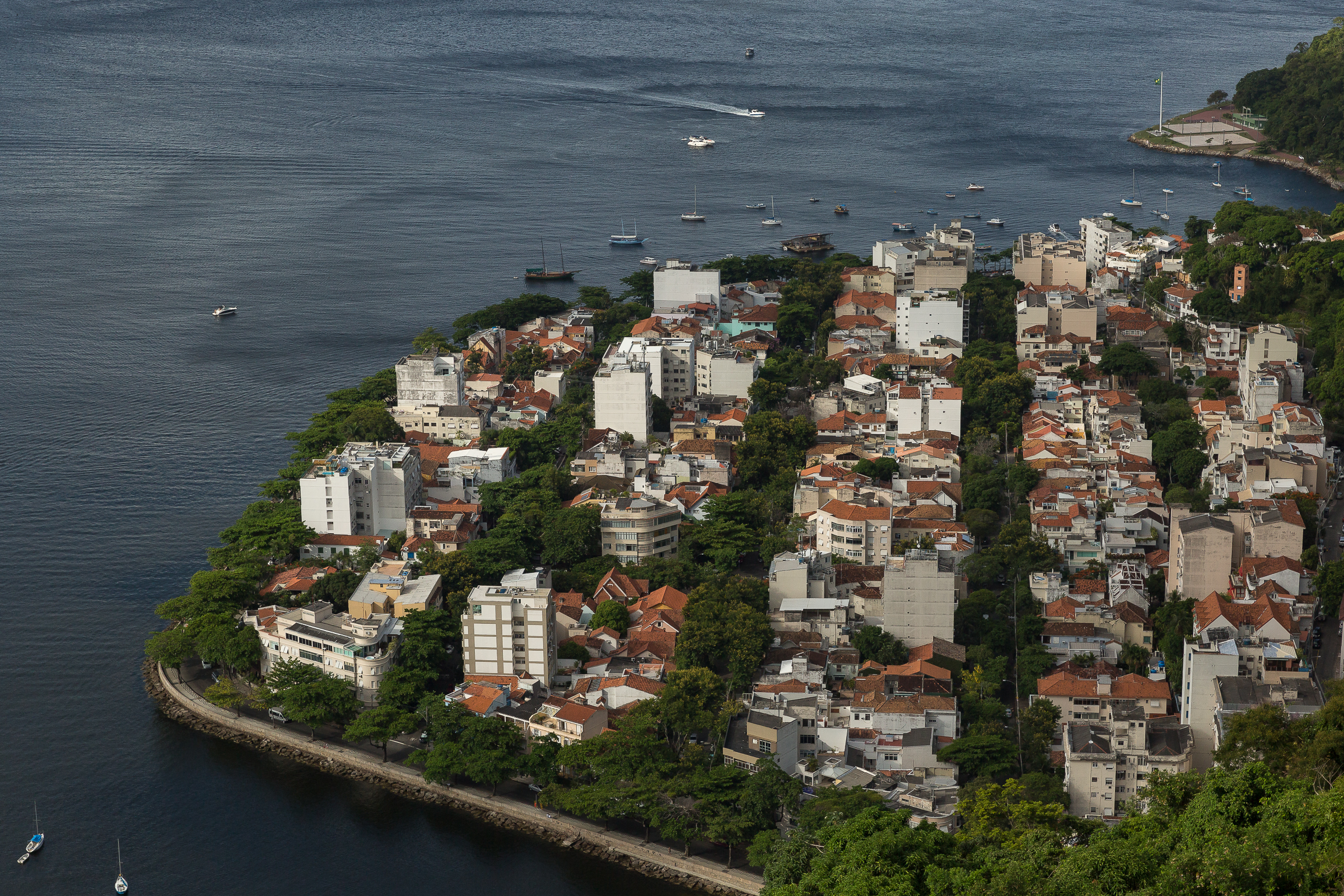
Foto aèria d'Urca

Entre 1920 i 1923 va ser creada artificialment la platja d'Urca, on es va construir l'Hotel Balneário da Urca, transformat el 1933 en el Cassino Balneário da Urca. El 1946, amb el president Eurico Gaspar Dutra, es van prohibir els jocs d'atzar i el casino va tancar les portes.
El 1952 s'hi va instal·lar el primer canal de televisió de Brasil, TV Tupi, que va romandre en l'aire fins al 1968, quan el predi va quedar abandonat.

## Població i àrea territorial

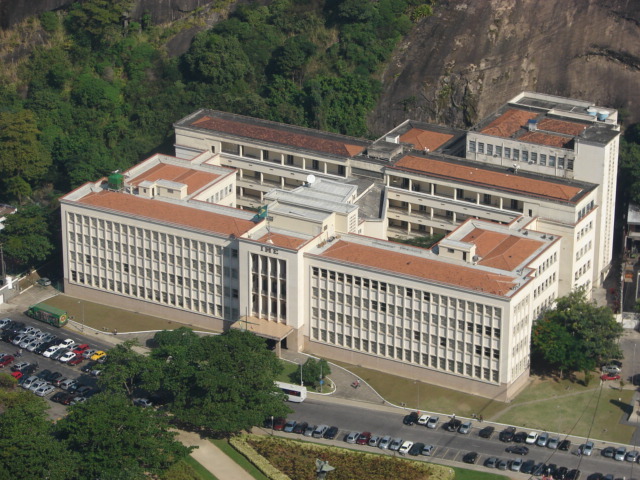
Institut Militar de Engenharia.

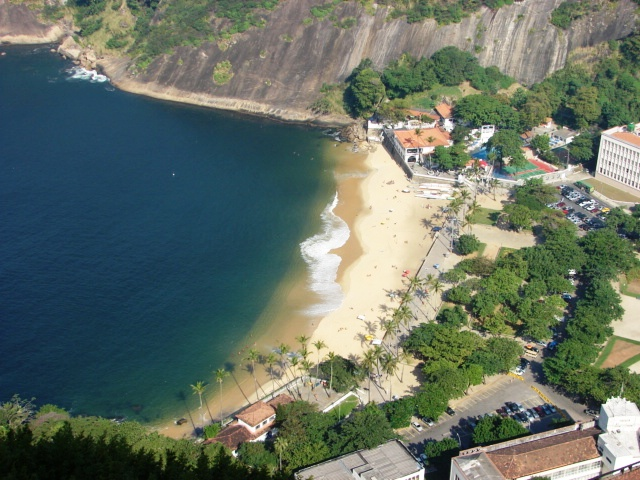
Praia Vermelha.

El barri de Urca té una població de 6.750 habitants, distribuïts en una superfície de 232 hectàrees. La raó de sexe del barri és de 83,42 homes cada cent dones. És un dels barris de Rio amb menor densitat (29 habitants per hectàrea)
És un dels pocs barris de la zona sud de Rio de Janeiro que no té favelas.